# Сергей Сидорски
Сергей Сергеевич Сидорски (на беларуски: Сяргей Сяргеевіч Сідорскі) е беларуски политик, министър-председател на Беларус от 10 юли 2003 до 28 декември 2010 г.
Сидорски е роден на 13 март 1954 г. в гр. Гомел. През 1976 г. завършва Беларуския институт за железопътни инженери (Факултетът по електрическо инженерство). Започва работа като електротехник. Политическата си кариера започва от 1998 г. като заместник-председател.